# Windows CE 5.0
Windows CE 5.0（代号为“Macallan”）是Windows CE 4.2的后续版本，Windows CE .NET家庭版的第三个发行版本。
Windows CE 5.0首次发布于2004年7月9日。和之前的版本一样，Windows CE 5.0面向嵌入式设备市场和独立设备供应商。Windows CE 5.0被宣传为一个低成本、紧凑、快速市场化、实时操作系统，并用于x86、ARM、MIPS、基于微处理器的SuperH操作系统。Windows CE 5.0建立在先前的Windows CE发行版采用的共享源之上。自2001年以来，微软一直在与嵌入式系统开发者一起稳步扩大可用的Windows CE源代码树。Windows CE 5.0是迄今为止最开放的微软操作系统，虽然在共享源协议下并不是系统的所有内容都是可获取的。开发者可以自由修改内核级别的内容，而不需要和微软或竞争对手分享他们的修改。
Windows CE 5.x是Windows Mobile 6.0、6.1和6.5的基础操作系统。在x86平台上，Windows CE 5.0与微软的其它嵌入式操作系统之间存在竞争，如Windows XP Embedded和Windows NT Embedded。
Windows CE 5.0的平台集成开发环境（Platform Builder IDE for Windows CE 5.0）是最后的开发工具，可作为独立产品获取。

## Windows CE 对比Windows XP Embedded
根据微软介绍，在要求无线和多媒体需求的情况下，Windows CE相比Windows XP Embedded要更好。以下是“选择正确的版本”的主要注意事项：
- CPU架构：Windows CE支持包括x86的一系列广泛的体系结构，而Windows XP Embedded只支持x86体系结构。
- 实时应用程序：Windows CE是一个实时操作系统，Windows XP Embedded在默认情况下不是。
- 存在Win32的应用程序：Windows CE在不修改情况下不能使用Win32二进制文件、库和驱动。
- 内存占用：Windows CE最小占用350千字节。而Windows XP Embedded最小占用8兆字节，超过前者23倍。
- 它们在成本上也有区别。

## 相关條目
- Windows Embedded CE 6.0
- Windows Embedded Compact
- Microsoft Windows年表
- 掌上电脑
- Pocket PC
- Windows Mobile